# Кодекс торгового мореплавания Российской Федерации
Кодекс торгового мореплавания Российской Федерации — кодифицированный нормативно-правовой акт, являющийся основным источником, регулирующим отношения торгового мореплавания на территории Российской Федерации.

## Сфера действия кодекса
Правила, установленные Кодексом, распространяются на:
- морские суда во время их плавания как по морским путям, так и по внутренним водным путям, если иное не предусмотрено международными договорами Российской Федерации или законами РФ;
- суда внутреннего плавания, а также суда смешанного (река — море) плавания, во время их плавания по морским путям;
- в отдельных, прямо установленных в Кодексе, случаях его действие также распространяется и на военные суда Российской Федерации.

При этом к торговому мореплаванию Кодекс относит использование судов для:
- перевозок грузов, пассажиров и их багажа;
- промысла водных биологических ресурсов;
- разведки и разработки минеральных и других неживых ресурсов морского дна и его недр;
- лоцманской и ледокольной проводки;
- поисковых, спасательных и буксирных операций;
- подъема затонувшего в море имущества;
- гидротехнических, подводно-технических и других подобных работ;
- санитарного, карантинного и другого контроля;
- защиты и сохранения морской среды;
- проведения морских научных исследований;
- учебных, спортивных и культурных целей;
- иных целей.

## Структура кодекса
Кодекс торгового мореплавания Российской Федерации состоит из 27-ти глав (в общей сложности 430 статей):
- Общие положения
- Судно
- Регистрация судов и прав на них
- Экипаж судна. Капитан судна
- Государственный портовый контроль
- Морские лоцманы
- Затонувшее имущество
- Договор морской перевозки груза
- Договор морской перевозки пассажира
- Договор фрахтования судна на время (тайм-чартер)
- Договор фрахтования судна без экипажа (бербоут-чартер)
- Договор буксировки
- Договор морского агентирования
- Договор морского посредничества
- Договор морского страхования
- Общая авария
- Возмещение убытков от столкновения судов
- Ответственность за ущерб от загрязнения с судов нефтью
- Ответственность за ущерб в связи с морской перевозкой опасных и вредных веществ
- Спасание судов и другого имущества
- Ограничение ответственности по морским требованиям
- Морской залог на судно. Ипотека судна или строящегося судна
- Арест судна
- Морские протесты
- Претензии и иски. Исковая давность
- Применимое право
- Заключительные положения